# Henri Mathé
Pour les articles homonymes, voir Mathé.
Henri Mathé, né le 27 mai 1837 à Moulins (Allier) et mort le 27 octobre 1907 à Paris, est un homme politique radical-socialiste français. 

## Biographie
Frère de Félix Mathé et neveu d'Antoine Félix Mathé, ancien député de l'Allier, il accompagne son oncle en exil après le coup d’État du 2 décembre 1851, et ne revient en France qu'en 1858. Conseiller municipal de Paris en 1874, il préside à deux reprises le conseil municipal. Conseiller général de la Seine, il est président du conseil général en 1879. Il est député de la Seine de 1885 à 1893, inscrit au groupe radical-socialiste.
Il est inhumé au cimetière Montmartre, (10e division, chapelle de la famille de son épouse).

## Sources
- « Henri Mathé », dans Adolphe Robert et Gaston Cougny, Dictionnaire des parlementaires français, Edgar Bourloton, 1889-1891 [détail de l’édition]
- « Henri Mathé », dans le Dictionnaire des parlementaires français (1889-1940), sous la direction de Jean Jolly, PUF, 1960 [détail de l’édition]